# 煤炭產業對健康與環境的影響

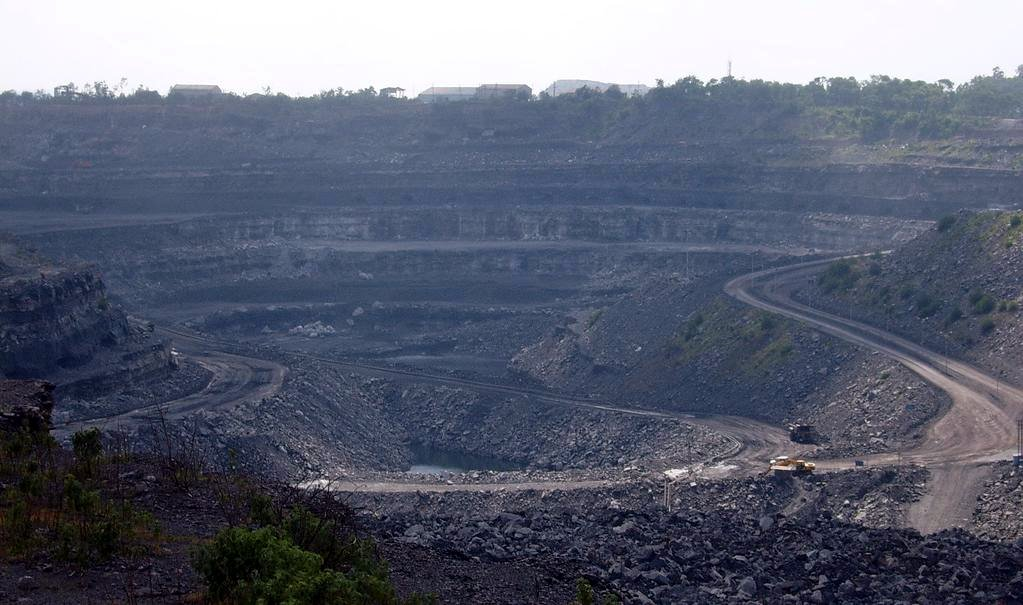
一處在印度比哈爾邦露天開採的煤礦。

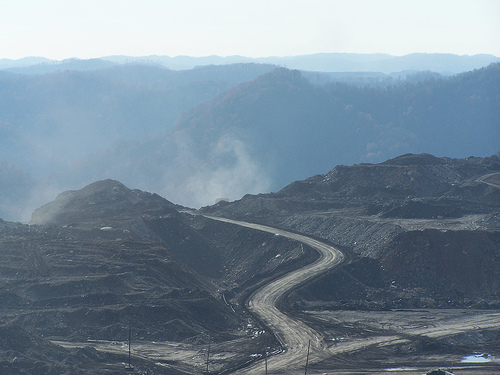
一處在美國炸開山頭採礦的作業。

煤炭產業對健康與環境的影響（英語：Health and environmental impact of the coal industry）包含了土地利用、廢棄物管理、水和空氣污染等問題，發生這些問題的原因是由於煤炭的開採、加工及使用所造成。燃燒煤炭除會污染大氣之外，每年還會產生數億噸固體廢棄物（包括飛灰、底灰和煙氣脫硫所產生的污泥，廢棄物中含有汞、鈾、釷、砷和其他重金屬）。煤炭是人為，導致地球大氣中二氧化碳增加最重要的源頭。
燃煤會對健康造成嚴重的影響。根據世界衛生組織（WHO）在2008年發佈的報告，煤炭懸浮微粒污染每年在全球導致約10,000人的過早死亡。一項在2004年由環保組織委託進行的研究（但受到美國國家環境保護局（EPA）的質疑），得出的結論是美國每年因燃煤而致死的人數有24,000人。最近有項學術研究估計，與煤炭相關的空氣污染所導致的過早死亡人數約為52,000人。燃燒煤炭發電，所產生的毒性與燃燒由水力壓裂而來的天然氣生產的電力相比，要高出10-100倍，主要的原因是燃煤過程中會排放大量的顆粒物質。把燃煤發電與太陽能光電進行比較，如果美國能以太陽能光電取代燃煤發電，每年可降低51,999人因受污染影響而導致的死亡。有項研究發現，由於美國的煤炭開採相關工作機會減少，因煤炭污染死亡的人數與仍在這個產業工作的人數相當。
美國史上的煤礦礦災數目很多，但由於已採取安全措施，以及改用露天開採取代地底採礦，與採礦工作相關的死亡人數已經大幅下降。地下採礦會碰到的危害包括窒息死亡、瓦斯中毒、礦坑坍塌和瓦斯爆炸。露天開採的風險主要是礦壁崩塌和車輛碰撞。在2005年至2014年的10年間，美國平均每年有26名煤礦工人因意外事故而死亡。

## 土地利用管理

### 對礦場及周邊環境的影響
露天採礦會把地面景觀巨幅改變，而降低周圍土地的自然環境價值。專門用於採礦的土地只能等營運結束後，才能收回以及重建。當取得採礦許可後，當地的常住人口必須遷離；原有的農業或狩獵、採集食物和藥用植物等經濟活動被迫中斷。採礦所導致的地表變化取決於採礦的方式。通常這樣的土地在回收之後不可能恢復原有使用方式。礦區附近的既有土地用途（例如牲畜放牧、種植作物和木材生產）暫時遭到停止。採礦作業通常不會影響到高價值、密集使用的區域，如城市和交通系統等。但如果所採的礦物價值足夠，前述社區甚至可被整片遷移到鄰近的地方。
露天採礦會消除現有地面的覆蓋層，破壞當地土壤的遺傳結構，驅散或是破壞野生動物種群和棲息地，改變當前的土地利用，並在一定程度上對開採區域的總體地形做出永久性的變動。露天開採煤礦會對人類感興趣的地質特徵產生不利影響。濫採會把地貌和地球物理特徵和優美的風景資源犧牲掉。由於爆破、撕裂和挖掘的破壞性活動，古生物、文化和其他歷史價值會受威脅。在挖除覆蓋層時，如果事先沒把考古和歷史特徵遷移的話，就會遭到去除和破壞。
清除植被以及興建道路、堆積表土、移除覆蓋層以及運送土壤和煤炭的相關活動，會增高礦區周圍的粉塵量。粉塵對附近地區而言，會降低空氣品質、危害植物，並對礦工和附近居民的健康和安全構成危害。
露天採礦幾乎把所有的景觀美學元素都破壞。改變後的地貌往往帶來的是不熟悉和不連續的配置。在礦物開採和廢棄物開始堆積之後，出現的是新的單調模式。隨著植被受到移除，覆蓋層傾倒到一邊，地底不同的顏色和紋理因之暴露。灰塵、振動和柴油氣味隨之而來（對視覺、聽覺和嗅覺產生負面影響），讓當地社區居民對此感覺不安或不適。在炸開山頭採礦的情況時，山或小丘的頂部會被移除，以露出之下的厚煤層。被移除的土壤和岩石會被堆積在附近的山谷、凹陷地和窪地中，導致水道受到阻塞（和造成污染）。
去除覆蓋層的土壤和岩石，會導致表土遭到掩埋及流失、暴露土壤母質，並形成大面積的貧瘠荒地。土壤擾動和相關的壓實會產生有利於侵蝕的條件。把露天開礦區的土壤清除，會改變或破壞許多自然土壤特徵，並降低其生物多樣性和農業生產力。土壤結構會因粉碎化或整體崩解而受到干擾。
礦井坍塌（或礦井沉陷）有可能對地面產生重大影響，對已開發的地區尤其嚴重。德國地下採煤業（尤其是在德國西部的北萊茵-威斯特法倫州）已讓數以千計的房屋遭到損毀，煤礦業已為未來的塌陷損失預留大量資金，作為保險以及國家補貼計畫之用。在德國薩爾蘭州（另一個歷史悠久的煤礦區）有個特別引人注目的案例，當地在2008年發生芮氏地震規模4.0級的地震，疑似因礦井倒塌所造成，導致一些房屋的損壞。在事件以前就經常發生較小的地震，而會讓開採作業暫時停止。
美國為應對煤炭開採對土地造成的負面影響，以及美國擁有為數不少的廢棄礦場，聯邦政府在1977年頒布《露天採礦控制和復原法案》，要求對未來的採煤場地執行復原計劃。計畫必須得到聯邦或州當局的批准後才得進行開採。

## 水資源管理
露天採礦會以多種方式損害地下水：從淺含水層中排放可用的水、降低鄰近地區的水位和改變含水層內的流向、由於劣質礦井水的滲透（滲濾）把採礦作業下方的可用含水層污染並增加降水對棄土堆的滲透。存在煤或是碳質頁岩的地方，如有增大的滲透會導致劣質水徑流增加，以及強化侵蝕棄土堆，劣質水進入淺層地下含水層，而後流入附近的溪流。 
地下水和附近溪流的污染會持續很長時間。排入溪流中的有酸性礦井排水、有毒微量元素、高含量的固體溶解物，以及大量沉積物，這些進入溪流後會導致河水品質惡化。當煤層暴露後，其中的黃鐵礦與水及空氣接觸，形成硫酸。當水從礦井中排出時，會把硫酸帶入水道；無論礦場是否仍在運營，只要雨水落在礦場的尾礦上，就會持續產生硫酸。廢棄物堆和儲煤堆也會把沉積物排放到溪流中，讓地表水不再適合農業、人類消費、沐浴或其他家庭用途。
國際保護環境遵循及執行網絡 (INECE)建議使用五種主要技術以控制礦場的排水：導流系統、煤灰沉澱池、地下水抽水系統、地下排水系統和地下阻隔。
由於美國很少有聯邦和州為設立煤灰沉澱池而制定的法規，以及大多數火力發電廠也沒使用地工薄膜、淋溶液收集系統或都市固體廢物掩埋場中常見的液體控制裝置。EPA在2015年首次頒布的國家法規中有對沉澱池和固體廢棄物掩埋場更嚴格的要求。隨後有法律訴訟發生，有幾次法規修訂，以及修訂法規的提議。截至2020年12月，最終法規仍未出爐。

### 水污染
當燃煤鍋爐使用富含石灰石的煤或褐煤當作燃料，會產生含有氧化鈣 (CaO) 的飛灰。 氧化鈣很容易溶解在水中而形成氫氧化鈣（俗稱熟石灰 (Ca(OH)2)，會被雨水從煤灰堆區帶入河流/灌溉水中。使用鹼石灰進行硬水軟化可把水中的鈣和鎂（Mg）離子沉澱和去除，並把河水中的碳酸氫鈉轉化為碳酸鈉。碳酸鈉進一步與河水中剩餘的鈣和鎂離子反應，更把水軟化。此外，灰分中存在的水溶性鈉鹽會把水中的鈉（Na）含量提高。因此，通過燃煤鍋爐把水中的鈣和鎂離子去除，並增強鈉離子，河水轉化為軟水。灌溉中使用軟水（地表水或地下水）會把肥沃的土壤轉化為鹽鹼地。當河流流域內安裝許多燃煤鍋爐和發電站時，再遇到各種蒸散作用和水分蒸發，剩餘水中鹽分積累，河水的鹼度和鹽鹼問題會變得很嚴重。河流水鹼度增加的問題影響位於中國、印度、埃及、巴基斯坦、西亞、澳大利亞以及美國西部等河流下游的耕地。
從沉澱池排放到地表水的水中包含的污染物通常有砷、鉛、汞、硒、鉻和鎘。在美國，核發排放進入地表水的合格許可由根據清潔用水法案設置的國家污染物排放消除系統 (National Pollutant Discharge Elimination System (NPDES)) 負責。

### 廢棄物管理

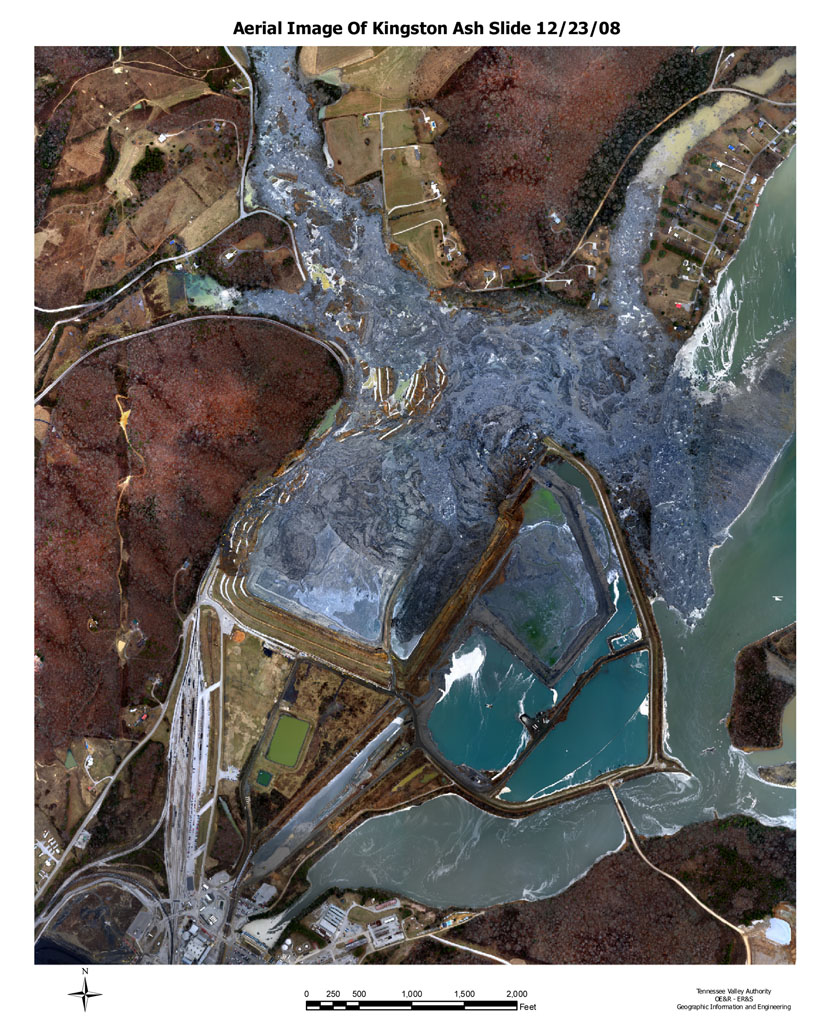
美國金士頓化石廠煤飛灰泥漿洩漏事件發生次日（2008-12-23）的空照圖。

煤炭經燃燒後會留下大量飛灰，通常會被儲存在沉澱池（濕式儲存）或掩埋場（乾式儲存）中。如果沉澱池或垃圾掩埋場並無裝置襯裡，重金屬等污染物就有滲入地下水的可能，污染到含水層，期間會長達數十年或數百年。EPA的資料庫中包含有44個美國此類地點，被歸類可能會對附近社區產生潛在危害。這樣地點表示如果發生風暴、恐怖襲擊或結構故障等事件就會導致洩漏，而引起死亡和重大財產損失的風險。EPA估計全美國約有300個儲存燃煤發電廠灰燼的乾式掩埋場和濕式沉澱池。儲存的除煤灰之外，也包括集塵/過濾設備所捕獲的污泥。
含煤量甚低的礦石在礦場堆積的地區，被稱為棄土堆。

### 野生動物
露天採礦會對野生動物造成直接和間接的損害。最主要的影響是對他們的擾亂、遷移和重新安置。有些影響屬於短期型，僅限於礦區所在地，但也會有長期及深遠的影響。
最直接的影響是對位於挖掘和棄土堆放區中，遭到破壞或是遷移的野生動物。大多數野生動物無法在礦坑和棄土獲得食物和掩護。具有移動能力的，如獵物、鳥類和捕食者會離開。而定著動物，如無脊椎動物、爬行動物、穴居囓齒類和小型哺乳動物會被毀滅。微生物群落和養分循環過程因土壤的移動、儲存和重新分佈而受到干擾。
露天採礦的主要影響也包含水生生物棲息地的退化，甚至在距採礦場數英里的地方就可明顯看出。露天採礦經常造成地表水發生沉積物污染，沉積物的數量可能會增加一千倍。
沉積物對水生野生動物的影響因物種和污染數量而異。大量沉積物可直接殺死魚類、掩埋產卵河床、減少光透射、改變水溫梯度、填滿水池、將水流擴散到更寬、更淺的區域，並會減少其他物種當作食物的水生生物產量。這些變化把人們重視物種的棲息地破壞，並可能會為不受歡迎的物種增加棲息地。美國一些淡水魚所處的水文條件已經處於岌岌可危的程度，它們棲息地的沉積若再增加，將會導致滅絕發生。排水系統所產生最嚴重的沉積物污染通常發生在採礦開始後的5到25年之間。在某些地區，無植被的棄土堆在開採後50至65年仍繼續發生侵蝕的作用。
由於露天採礦而把會產生酸性的物質曝露，這些酸性因會消除棲息地和直接破壞某些物種，而對野生動物造成影響。較低的酸度會抑制許多水生物種的生產力、生長速度和繁殖。酸性、低濃度的重金屬和高鹼度會對某些地區的野生動物造成嚴重損害。酸性廢棄物污染的持續時間有時會很長；在美國東部，暴露的酸性物質所產生的淋溶影響持續的時間估計可長達800至3,000年。

## 空氣污染

### 氣體排放
煤炭及其廢料（包括飛灰、底灰和鍋爐渣）釋放的有毒化學物質大約有20種，包括砷、鉛、汞、鎳、釩、鈹、鎘、鋇、鉻、銅、鉬、鋅、硒和鐳，這些如果釋放進入環境中，就會造成危險。雖然這些物質僅為微量，但燃燒大量的煤炭之後，累積的釋放數量就非常可觀。
在南非姆普馬蘭加省的海威爾德（高地），由於當地擁有採礦業和燃煤發電廠，是世界上污染最嚴重的地區，而著名的克留格爾國家公園附近的低地，也因為有新的煤礦項目，而面臨污染的威脅。

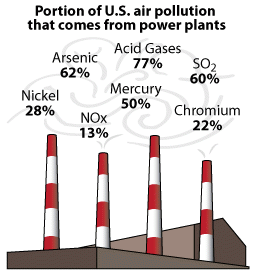
美國火力發電廠（包含燃煤以及燃油）產生的空氣污染物示意圖。

在燃燒過程中，煤與空氣之間的反應會產生碳的氧化物，包括二氧化碳(CO2)、硫的氧化物（主要是二氧化硫，SO2）和各種氮的氧化物（NOx）。
二氧化硫和氮氧化物在大氣中發生反應，形成懸浮微粒和對流層臭氧，可作長程移動，讓美國其他，並沒燃煤發電廠的州難以把污染控制而維持空氣在健康的水準。
燃煤發電廠使用的的濕式冷卻塔等。排放的漂移物和霧也是個環境問題。漂流物含有懸浮顆粒。在以海水降溫的冷卻塔，會讓鈉鹽沉積在附近的土地上，而讓土地變成鹽鹼地，降低植被土地的肥沃度，並對附近建築物產生腐蝕作用。
地下煤層有時會發生火災。一旦煤層暴露，火災風險隨之增加。風化的煤遺留在地表，會讓地表溫度升高。幾乎所有固體煤的火災都是由人為或閃電引起的地表火所點燃。當煤氧化，空氣氣流不足以散熱時，就有引起自燃的可能；這種情況更常見於煤炭和煤炭廢棄物堆積的地方，但很少發生在地下的煤層。在發生煤炭火災的地方，會因排煙和毒霧而造成空氣污染。煤夾層火災在地下燃燒可長達數十年，對附近的森林、房屋、道路和其他有價值的基礎設施造成威脅。最著名的煤層火災事件是發生在森特勒利亞 (賓夕法尼亞州)的那一次，美國聯邦政府被迫在20世紀80至90年代逼遷大部份居民，如今此小鎮已成鬼城，截至2010年只剩下五戶居民堅持留守。。
每年大約有75,000公噸的二氧化硫經由燃燒的煤炭中釋放出來。釋放後，被氧化成氣態H2SO2，H2SO2有散射太陽輻射的作用，它們在大氣中增加後對氣候有冷卻效應，而掩蓋一些由溫室氣體所造成的增溫。二氧化硫的排放也導致生態系統發生廣泛酸化的情況。

### 汞排放
美國發電廠在2011年排放的汞空氣污染物佔全國總排放量的一半。EPA在2012年2月發布汞和空氣毒物標準法規 （簡稱MATS，參見美國汞排放法規），要求所有燃煤電廠大幅減少汞排放。
在美國，風把美國中西部的燃煤發電廠的汞沉積吹到紐約州，而污染到卡茲奇山脈的水域。汞在食物鏈中累積，被轉化為甲基汞，這是一種有毒化合物，對食用遭污染水域中魚類的野生動物和人都有害。汞被蠕蟲攝取，魚吃下蠕蟲，而魚被鳥（包括白頭海鵰）吃掉，截至2008年，在卡茲奇山脈中白頭海鵰體內的汞含量創下新高。 “人們幾乎完全是透過食用處於水生食物鏈頂端的受污染魚類，以及野生動物而攝入甲基汞。”海洋魚類是人類攝入甲基汞的主要來源；但海洋魚類中甲基汞的來源尚未被完全了解。 

### 每年超額死亡率和發病率
根據WHO和其他機構在2008年的估計，全球每年受到煤炭產生的懸浮顆粒影響而死亡的人數達到100萬，佔比大約是與空氣污染導致的所有過早死亡人數的3分之1，
燃煤排放的污染物包括懸浮顆粒(其中粒徑小於或等於2.5微米的顆粒稱為PM2.5，比病毒大，比細菌小，容易帶有毒物質而進入人體) 和對流層臭氧。由於並非全部燃燒煤炭的機構均有現代污染控制技術，而造成全美有數千例原本可預防的死亡。馬里蘭州護士協會（Maryland Nurses Association）在2006年委託進行一項研究，發現由馬里蘭州的6個燃煤發電廠的排放物每年會導致全國700人死亡（包含馬里蘭州的100人死亡）。自從這六家發電廠之一（布蘭登海岸發電廠）安裝污染減排設備後，它“減少的排放包括90%的氮氧化物（產生霧霾的一種成分）、95%的硫（導致酸雨）並且大幅降低其他污染物的比例。”

### 經濟成本
歐盟在2001年贊助一項名為ExternE（為能源外部性（Externalities of Energy）的簡稱）的研究，發現在1995年至2005年的10年間，如果把外部成本列入考慮，煤炭發電的成本將是其現值的兩倍。所謂外部成本包括空氣中的懸浮微粒、氮氧化物、六價鉻和燃煤產生的砷排放，它們對環境和人類健康造成損害。據估計化石燃料的外部、下游的成本佔歐盟整個國內生產總值 (GDP) 的 1-2%，煤炭在化石燃料中佔有重要地位，這GDP佔比尚未把全球變暖所導致的外部成本包括在內。研究發現，僅煤炭的環境和健康成本為60歐元/兆瓦時，外部成本最低的能源是核電（1.9歐元/兆瓦時），風能發電的成本為0.90歐元/兆瓦時。
據英特爾研究人員稱，在中國和印度，當地個人電腦的主機板故障率高，似乎是由於“燃燒煤炭產生的含硫空氣污染。而造成銅電路腐蝕的結果”。

## 溫室氣體排放

人為二氧化碳排放的不同來源，幾乎每一種都在增加（資料來源：全球碳計畫）。

燃燒煤炭是導致大氣中人為二氧化碳增加的最大因素。燃煤發電與燃燒天然氣發電相比，每千瓦產生的溫室氣體，前者大約是後者的兩倍。
開採煤礦會釋放出甲烷，這是一種強效溫室氣體。甲烷是有機物腐爛時的自然產物，隨著地質時間的推移，煤層因埋藏深度增加及溫度和壓力升高後而形成。產生的甲烷被煤吸收一部分，在採礦過程中從煤層（和周圍受到擾動的地層）中釋放。甲烷佔人類活動產生的溫室氣體排放量的10.5%。 根據聯合國政府間氣候變化專門委員會的數據，依為期100年的時間計算，甲烷導致全球變暖的潛力是二氧化碳的21倍。採礦過程中因地層壓力鬆弛和遭到壓裂，會釋放大批甲烷，如果管理不當，這些氣體會對煤礦工人構成威脅，也是空氣污染的來源。採礦過程中如果未採取“甲烷排放”等預防措施，地層中壓力累積的結果，可能會在採礦時，或是採礦之後發生爆炸事件。
2008年，詹姆斯·漢森和Pushker Kharecha兩位研究人員發表一項經過同行評審的科學研究，對煤炭淘汰在大氣二氧化碳水準的影響做分析。他們的基線緩解情景是到2050年，把全球碳排放完全淘汰。在“一切照舊”情景下，2100年大氣二氧化碳的峰值為百萬分之563(ppm) 。在四種煤炭淘汰情景下，大氣二氧化碳的峰值發生在2045年至2060年間，為422–446ppm，此後即開始下降。

## 輻射暴露
煤炭還含有低水準的鈾、釷和其他天然放射性同位素，如果釋放到環境中，可能會導致放射性污染。燃煤發電廠會透過放射性飛灰的形式釋放輻射，被鄰近生物吸入以及攝入，並會摻入農作物中。橡樹嶺國家實驗室在1978年發表的一篇論文估計，當時的燃煤發電廠會向半徑500米範圍內的近鄰送出每年19西弗的輻射劑量。聯合國原子輻射影響科學委員會在1988年發表的報告估計，1公里外的老工廠所送出的輻射劑量為每年20西弗，而採用改進飛灰捕集設備的新工廠送出的劑量為每年1西弗，但無法透過測試來確認這些數字。
排除核電廠所含廢料和無意中排放，燃煤電廠平均生產每單位電量會比核電廠攜帶更多的放射性廢棄物進入環境。由煤衍生的飛灰所攜帶，向周圍環境排放的輻射是具有類似發電量，正常運行中核電站的100倍。這種比較並未把其他燃料循環的部分，即煤炭和鈾的開採、提煉和廢物處理考慮在內。一座發電量1000兆瓦的燃煤電廠的運行導致核輻射劑量為每年490雷姆，而同等核電廠的核輻射劑量為每年136雷姆，包括鈾礦開採、反應堆運行和核廢料處理。

## 煤礦工人面臨的危險
根據歷史紀錄，採煤一直是項非常危險的活動，歷史上的礦災數目甚眾。露天開採的主要災害是礦壁崩塌和車輛碰撞；地下採礦會碰到的危害包括窒息死亡、瓦斯中毒、礦坑坍塌和瓦斯爆炸。慢性肺部疾病，例如塵肺病（另稱黑肺病）曾經在礦工中很常見，導致預期壽命縮短。在一些採礦國家，黑肺病仍然常見，美國每年有4,000例新的黑肺病例（佔每年工人中的4%），而在中國每年有10,000例新病例（佔工人中的0.2%）。
美國在2007-2016的10年間，平均每年有23名煤礦工人死亡。最近美國煤礦災難包括2006年1月的西維吉尼亞州薩果煤礦礦災。2007年，猶他州克倫朵谷煤礦礦災，9名礦工死亡，其中6人被永久埋葬在礦坑之內。2010年4月，西弗吉尼亞州的上大分岔煤礦礦災，29名礦工死亡。
然而，在欠發達國家和一些開發中國家，每年仍有有許多礦工死亡，或是直接由礦災造成，或是因為惡劣的工作環境對健康造成的不良後果。尤其是中國，與煤礦有關的死亡人數居世界之首，官方統計數據稱在2004年即有6,027人死亡。相較之下，美國同年死亡的為28人。中國的煤炭產量是美國的兩倍，而煤礦工人的數量是美國的50倍左右，中國煤礦的人均死亡機會是美國的4倍（依單位產量計算，則為108倍）。

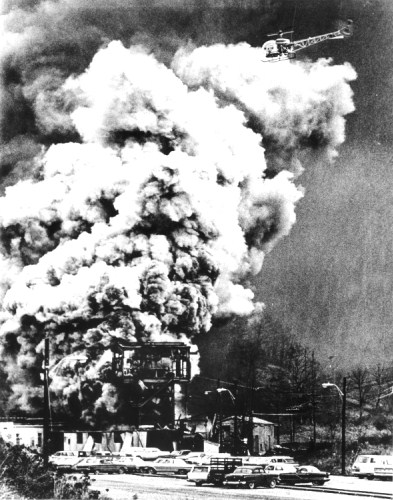
美國西維吉尼亞州法明頓煤礦礦災（1968年），有78名礦工遇難。

煤炭礦場內有害氣體的積聚被稱為濕氣（damp，推測是由德文Dampf（蒸氣/潮氣）而來）：
- 黑濕氣（英语：black damp）：礦井中二氧化碳和氮氣的混合物會造成礦工窒息。缺氧條件是封閉空間中氧氣耗盡的結果，例如：通風不良。
- 後形成濕氣（英语：afterdamp）：類似於黑濕氣，由一氧化碳、二氧化碳和氮氣組成，在礦井爆炸後形成。
- 火濕氣（英语：Fire damp）：主要成分是甲烷，這是一種高度易燃氣體，濃度在5%到15%之間會爆炸，濃度在25%時會導致窒息。
- 臭濕氣（英语：stink damp）：積聚氣體中含有硫化氫，而此氣體有臭雞蛋味道而得名，硫化氫會爆炸，而且毒性很強。
- 白濕氣（英语：White damp）：積聚氣體中含有一氧化碳，即使在低濃度也有毒性。

火濕氣（Firedamp）爆炸後可引發更具危險性的煤塵爆炸，把整個礦坑毀掉。在現代的礦場中，這些風險發生的頻率均已大幅減少，在已開發國家中，造成多起死亡的事故已很少見。現在美國的煤礦每年因事故而死亡的人數在30人之內。

## 外部連結
- EPA fact sheet: Cross-State Air Pollution Rule (CSAPR)
- Bill Bigelow, "Got Coal? Teaching About the Most Dangerous Rock in America" （页面存档备份，存于）, lesson plan for middle school and high school students, Zinn Education Project/Rethinking Schools.
- Environmental impacts of coal power: air pollution （页面存档备份，存于） Union of Concerned Scientists
- Air pollution from coal-fired power plants （页面存档备份，存于） Global Energy Monitor
- Environmental impacts of coal （页面存档备份，存于） Global Energy Monitor
- Map of Death and Disease from U.S. Power Plants （页面存档备份，存于） Clean Air Task Force
- Emissions Of Hazardous Air Pollutants From Coal-Fired Power Plants American Lung Association